# Бранко Миљковић
Бранко Миљковић (Ниш, 29. јануар 1934 — Загреб, 12. фебруар 1961) био је српски и југословенски књижевник и преводилац. Миљковић је један од најпознатијих српских песника друге половине двадесетог века.

## Биографија
Бранков отац Глигорије (1907–1999) пореклом је из Гаџиног Хана, а мајка Марија (1908. рођена Браило) из села Трбоуња код Дрниша. Имао је и брата Драгишу (1939–1993) чијим залагањем је за живота и после песникове смрти сређена и сачувана Бранкова заоставштина. Миљковићева породица води порекло из Заплања код Ниша, одакле су се његови родитељи доселили у Ниш.
Миљковић је детињство проводио у периоду Другог светског рата у породичној кући на периферији Ниша у улици Љубе Дидића 9. Бранково одрастање у поробљеном Нишу, у коме је био сведок свих страхоте рата и насиља, највероватније ће касније у психолошком смислу бити зачетник тема о смрти у његовој поезији. На Велики петак 1944. године, Бранко посматра како савезничке бомбе падају на Саборну цркву, али и на школу "Свети Сава". Видео је своју младу комшиницу Ружу, своју прву љубав, како је у несвесном стању односе у болницу. Узалуд су се Бранкова мајка и друге жене молиле за Ружу. Она се више никада није пробудила, а Бранко ће своја дечачка осећања према њој исказати доста година касније, у својој песми Узалуд је будим.
Од 1941. до 1945. похађао је основну школу. Први, други и трећи разред завршио је у основној школи „Вожд Карађорђе“ у Нишу, а четврти, пред крај рата, у очевом родном месту Гаџином Хану.
Од 1949. до 1953. године Миљковић је био ученик Прве нишке гимназије „Стеван Сремац“ у Нишу, где је његов песнички дар откривен у школском књижевном друштву „Његош“, у коме је, поред осталих, била и песникиња Гордана Тодоровић. У Нишу пише и пред својим вршњацима и професорима чита своје прве песме са тринаест година. Прву песму објавио је 1952. у београдском листу „Записи“, имао је тада осамнаест година. У Нишу, песме објављује у „Службеном гласнику“, „Гласу омладине“, „Нашем путу“, „Гледиштима“... Током гимназијског школовања велики утицај на песника имао је професор књижевности Драгољуб Милосављевић и, нарочито, професор филозофије, Фридрих Трој. Они су највише допринели да упише студије филозофије(1953) и да настави да се бави књижевношћу.
Године 1953. из Ниша је отишао у Београд на студије филозофије и на Филозофском факултету дипломира 1957. Још као студент (1956) припадао је групи неосимболиста, чији је идејни вођа био проф. Драган М. Јеремић, а коју су, поред Миљковића, чинили: Божидар Тимотијевић, Жика Лазић, Драган Колунџија, Милован Данојлић, Петар Пајић, Коста Димитријевић, Вера Србиновић, Рајко Чукић. Настојећи да у поезији синтетизује песничко искуство симболиста и надреалиста.
Када је дошао у Београд, Бранко је пуне три године, обилазио редакције многих часописа али није наишао на разумевање. Прве песме у Београду му објављује Оскар Давичо 1955. у часопису „Дело“, и тиме му отвара врата осталих издавача и странице бројних часописа. Убрзо потом следи његова прва збирка песама „Узалуд је будим“ 1956, којом постиже успех код публике и критичара, а потом и збирке песама: „Смрћу против смрти“ (заједно са Блажом Шћепановићем, 1959), „Порекло наде“ (1960), „Ватра и ништа“ (1960), „Крв која светли“ (1961)...
Књижевна критика га је врло брзо, без обзира на његову младост, сврстала у сам врх српске поезије. То је потврдила додела Бранку једне од, у то време, најпрестижнијих награда – Октобарске. Бранко је потом почео да води рачуна о свом облачењу, могао се видети како иде преко Теразија у сивом оделу, у прслуку вишњеве боје, са лептир-машном, шеширом великог обода... Од студента боема – постао је господин.
Његове ране песме показују утицај француских симболиста Валерија и Малармеа, као и Хераклитове филозофије. Најзначајнија је његова збирка „Ватра и ништа“ у чијој се основи, поред античких митова, налазе национални митови и легенде које је он уткао у сопствену поетику, посебно у циклусу „Утва златокрила“.
Поред поезије, писао је есеје и критике и бавио се превођењем руских и француских песника.
По једнима услед личних неспоразума са једним бројем песника и пријатеља, а по другима (како то у књизи „Бранко Миљковић или неукротива реч“, наводи Петар Џаџић) због проблема „узрокованих љубавним јадом“, напушта Београд, у јесен 1960, и одлази за уредника Литерарне редакције загребачког радија. У Загребу, највероватније незадовољан својим животом, Бранко се одаје алкохолу.
Трагично је преминуо у Загребу у ноћи између 11. и 12. фебруара 1961. године. Том догађају претходила су следећа догађања. У јануару 1961. у загребачкој позоришној кафани коју су њени гости називали „Кавказ“ према сведочењима Владимира Богдановића он и Бранко су једне вечери привођени у загребачку милицију након једне Бранкове изјаве у пијаном стању:
У једном тренутку Бранко је устао, стао уз ниску ограду и ослоњен рукама, мало нагнут, гледао доле. Помислих намах да тамо некога тражи, или очекује, али се и уплаших да би онако нагнут, а висок и већ добро поднапит, могао да изгуби равнотежу и падне доле. У једном тренутку Бранко је узвикнуо: „Зашто убијају песника у социјализму"? Покушах да га повучем, али он подиже руке и наново викну још јаче. Сала је, на трен, утихнула. Сви гледају горе у нас. Неко је позвао милицију. Успех некако да га вратим до стола. Сео је и у једном гутљају испразнио чашу. Убрзо, на галерију попеше се два милиционера. Узеше нам легитимације и, гурајући нас низ спиралне степенице, нимало нежно, изведоше до кола која су била паркирана до самог улаза.
Убрзо након овог догађаја, 12. фебруара 1961, Бранка налазе обешеног о дрво на периферији Загреба. Његова изненадна и прерана смрт отворила је Пандорину кутију разних интерпретација и нагађања. Овај догађај и даље изазива многе контроверзе. Танасије Младеновић је сматрао да Бранко Миљковић није извршио самоубиство. Малено дрво, о које се Миљковић, наводно, обесио, напросто није могло да издржи крупно тело српског песника, наводи Младеновић. У разговору за „Политику”, Младеновић је 1995. године, дословце, рекао: „На лицу места, после неколико дана по Миљковићевој сахрани, вративши се тада са пута по иностранству, утврдио сам читав низ чињеница које јасно говоре да је тадашњим властодршцима, и у Загребу, и у Београду, било веома стало да се читав „случај” прекрије велом заборава. Кварило би то, забога, наше идилично и за вечна времена пројектовано – братство и јединство”.  Мада, упркос наводима, до данас је највероватнија верзија Бранкове смрти – самоубиство.
После трагичне смрти Бранка Миљковића у Загребу 1961. године, целокупна песникова посмртна оставина налазила се у његовој родитељској кући у Београду, на Вождовцу, у ул. Ђорђа Кратовца 52. Скромна породична кућа, коју су песникови родитељи купили и касније се доселили из Ниша у Београд 1954. године, дозидана је са још једном просторијом (радном собом) у којој је живео и стварао велики песник, у амбијенту „песничке лабораторије“ и богате личне библиотеке. Песникова кућа била је и духовно стециште читаве једне генерације песника и писаца у успону, педесетих и шездесетих година 20. века.

## Песништво
У анкети о искушењу поезије, објављеној у књижевном часопису Дело, Бранко Миљковић је на питање "Ваш пут до песме" навео следеће:
Песник види више од других јер слути оно што је другима неприступачно; с друге стране, он види неодређеније од других јер слути и оно што је другима очигледно. Песниково гесло и треба да буде оно Елијарово 'упркос свакој очигледности'. То је тај пут до песме: борба на чињеницама које ништа не казују, борба против Свете Очигледности...

Пишући о поезији Алена Боскеа, чији је утицај на песника несумњив, Миљковић је изразио суштину свог схватања песништва, и поезије уопште; да је „поезија победа над песником”, да је, у ствари, она аутономна и независна од реалности и да „није именовање постојећих ствари које нас окружују, она је стварање”. У трагању за чистом поезијом и могућностима транспозиције стварности у храм речи и симбола, по њему она „стварност претвара у могућност”, а песника види као „жртву” своје поезије. О томе даље каже да „Песма и песник врло брзо замене своје улоге. Песник уместо да каже бива казан. Да би задржао своје право на речи, песник је принуђен да постане објекат поезије. Уместо да песник пише поезију, поезија пише песника.”8 У својим критичким написима и огледима о поезији уопште и песницима, Миљковић је, по мишљењу многих критичара, писао о суштини и дилемама сопствене поетике, тражио одговоре на питања која су произилазила из бића његове песме, желећи на одређен начин „да се стави на место одакле би могао да посматра сопствену поезију непристрасније, као свој сопствени критичар, као песнички двојник који би му осветљавао пут у тами“.
Човек загледан у свет има пред собом две алтернативе: да осети своју ништавност или да се диви. Дивљење нас изједначује са оним чиме се дивимо. Поезију сам почео да пишем из страха...
Његове песме су биле херметичне песме, а он је о њима говорио:
Оно што не можемо да изразимо, све се више удаљава, али и губи при том свој првобитни смисао неизрецивог и постаје нешто што се може разумети, мада само под претпоставком, као изнутра сажето, неприлагођено било чему споља. Тако настаје херметична песма. Тамо где престаје, истински започиње. То је тамо где почиње заборав или заборављено сећање како би рекао Сипервјел. И њен садржај је свет, јединствен и никад други свет, ни када дух изневери охолошћу и поделама. Али све своје скорашње херметична песма преуреди изнутра снагом заборава, спајајући различито, раздвајајући једно.
За Миљковића је симбол био „инкарнација стварности, кондензовање стварности у простору и времену у оно што је есенцијално и битно.“ Са друге стране, надреалистичка начела су му послужила да открије и досегне онострано, да открије подсвест, сан, и да од ирационалних извора бића открије нову реалност.
„Нејасност је њена предност, а не недостатак.“
Тежио је надреалистичком ослобађању човека кроз призму симбола, до потпуног прожимања стварности и суштинског израза. У овој синтези настајали су стихови који су зрачили магијском лепотом и дубином и који су често измицали декодирању.
Један од најзанимљивијих и значајнијих циклуса у збирци Узалуд је будим је други по реду циклус Седам мртвих песника. Бранко је у овом циклусу посветио по једну песму песницима које је вероватно највише ценио јер су му веома слични по тематици и мотивима у својим песмама.
То су: Бранко Радичевић, Петар Петровић Његош, Лаза Костић, Владислав Петковић Дис, Тин Ујевић, Момчило Настасијевић и песник Горан, Бранков пријатељ.

### Остали рад
Упоредо са песничким радом, Миљковићево стваралаштво обухвата интензивну критичко-есејистичку делатност, објављивањем око шездесетак прилога у листовима и часописима широм Југославије у периоду од 1955. до 1961. год. Прву критику (приказ) објавио је 1955. год. у београдском листу Видици, поводом збирке песама Велимира Лукића, Лето. Сагледавајући његов критичарски опус, може се са правом рећи да је Миљковић био својеврсни хроничар књижевних збивања на југословенском простору; нема практично ниједног значајнијег имена савремене југословенске (и српске) поезије о којима није писао. Несумњиво је да је својим критичарским текстовима и приказима знатно допринео представљању тзв. друге послератне генерације песника, којој је и сам припадао.
Бранко Миљковић или Орфејев двојник
За песнике симболистичке оријентације, песнике који настоје да “све замене речима” посебно је важна слобода у комбиновању речи. Трагајући за том слободом, Бранко Миљковић се посебно у песмама Порекло наде, приближио појединим елементима надреалистичке поетике. За њега су посебно били изазовни они елементи надреалистичке поетике који су инсистирали на удаљавању од реалних ствари и појава, на улози сна и несвесног.
Мада нема сумње, за Миљковића су најизазовнији били покушаји надреалиста да изграде једну такву технику градње вербалне јаве коју је он готово дивинизовао у песми Критика метафоре. Миљковић је прихватио и један гротескно-хуморни тон (тако важан за надреалисте) да би могао да релативизује оно становиште које доминира у песмама садржаним у књизи Ватра или ништа. Једноставно речено, стављајући песнику задатак да у језику изгради посебну реалност, паралелни свет, Бранко Миљковић је саму песму и њену егзистенцију учинио паралелном са егзистенцијом самог песника...

## Награде
- Октобарска награда Београда, 1960, за збирку Ватра и ништа.

## Наслеђе

### Филм о Бранку Миљковићу
Ватра и ништа (играно-документарни филм, Ниш, 1995, производња: ПП Круг, уз материјалну подршку Министарства културе Републике Србије и Скупштине града Ниша, сценарио и режија: Марислав Радисављевић, директор фотографије филма: Иван Здравковић, сниматељ: Дарко Ковић, сценограф: Борис Чершков, костимограф: Јелка Ашанин, композитор: Благоје Радојевић, сликар декора: Перица Донков, глумци: Горан Милев, Слађана Влајовић.
Постоји и документарни филм о Бранку Миљковићу, под именом Принц Поезије. Филм је снимљен у Нишу и Београду, уз обилну музејску грађу, а Мики Стаменковић је успео да преко својих пријатеља из Загреба обезбеди потребну документацију. Сниматељ филма је Јовица Крстић, монтажер Миљан Ђуровић, стихове у филму говори Предраг Ејдус, текст чита Жарко Обрачевић, а музику је написао Жарко Станковић.

### Спомен соба Бранка Миљковића
У породичној кући у Београду, у песниковој соби, 12. фебруара 1962. год, на прву годишњицу његове смрти, отворена је Миљковићева спомен-соба у аутентичном амбијенту, где је била изложена његова заоставштина: намештај, лични предмети, рукописи, преписка, фотографије, библиотека...24 (кат. бр. 100) Родитељи, и посебно, брат Драгиша, брижљиво су сачували све што се затекло у кући од песникове оставштине.25 У Књизи утисака поводом предаје заоставштине и отварања Спомен-собе у нишком Музеју 1971. год, породица Миљковић је записала:
Драге Нишлије, Бранко није стигао да вам се врати, али се вратило његово дело и радна соба. Чувајте и једно и друго, јер је од данас то ваше (мајка Марија, отац Глигорије, брат Драгиша Миљковић; 11. 2. 1971.)
Поводом десетогодишњице смрти, песникови родитељи Марија и Глигорије, 1971. год. уступају део заоставштине свога сина граду Нишу, односно Народном музеју, уз свесрдно посредовање представника града, Музеја и посленика из културног живота. Основна намера била је да се уступањем, преносом и каснијом музејском експозицијом фонда сачува трајно успомена на великог песника, који је духовно и стваралачки стасао у свом родном граду Нишу. На двадесетогодишњицу песникове смрти 1981. год, његови родитељи поклањају Народном музеју песникову собу из београдске куће (собе), један број личних предмета и прва издања песникових збирки песама (Узалуд је будим и Ватра и ништа).
Народни музеј у Нишу чува целокупну заоставштину песника Бранка Миљковића. Формиран је и фонд истоимене музејске збирке. Године 1971, поводом десетогодишњице песникове смрти, његови родитељи, Марија и Глигорије и брат Драгиша, поклонили су музеју у Нишу сачувану заоставштину: личне предмете, одећу, документа, фотографије, рукописе, намештај из родитељске куће у Нишу и Београду, преписку, личну библиотеку са око 400 књига и часописа и богату хемеротеку са исечцима песникових објављених радова и других текстова из новина и часописа. Заоставштини припада 1649 предмета.
Поводом 50 година од смрти Бранка Миљковића 2011. године организована је велика изложба његових личних ствари коју је посетило око 9 хиљада људи у Нишу и Београду. Том приликом је планирано да се до 2014. издају његова сабрана дела. Сабрана дела би имала 12 књига, али њихово издавање није реализовано у планираном року.
О животу и трагичној смрти Бранка Миљковића Дејан Стојиљковић је написао роман „Звезда над празнином”.
Називан је принцом поезије.

## Дела

### Сабрана дела Бранка Миљковића
На основу Протокола о издавању сабраних дела Бранка Миљковића, из 2015. године, чији су потписници Филозофски факултет из Ниша, Нишки културни центар, Народна библиотека и Народни музеј из Ниша, коначно су се стекли услови (јер су обезбеђена материјална средства из буџета Града Ниша), да се крене у реализацију пројекта који је требало да буде започет до краја 2014.
Према наведеном Протоколу, до краја 2015. године биће штампани први томови сабраних дела Бранка Миљковића (1934—1961), док би читав пројекат, од 6 књига, завршен крајем 2018. године.

### Књиге песама
За живота је објавио пет књига песама: Узалуд је будим (Младо поколење, Београд, 1957), Смрћу против смрти (збирка патриотских песама у коауторству са Блажом Шћепановићем, Младо поколење, Београд, 1959), Порекло наде (Lykos, Загреб, 1960), Ватра и ништа (Просвета, Београд, 1960). За збирку песама Ватра и ништа добио је 1960. год. престижну Октобарску награду града Београда за књижевност. У издању „Задужбине Рас“ изашла је његова последња књига Крв која светли (1961), библиофилско издање одабраних песама патриотске поезије из књиге.
- Узалуд је будим, Београд, 1957,
- Смрћу против смрти, (Заједно са Блажом Шћепановићем), Београд, 1959.
- Ватра и ништа, Београд, 1960,
- Порекло наде, Загреб, 1960,
- Крв која светли, Београд, 1961.

Превод
- Осип Мандељтшајм: Шум времена, (заједно са Милицом Николић)

### Књиге критика о Миљковићу и његовом животу
1. Петар Џаџић, Бранко Миљковић или неукротива реч, Београд 1965;
2. Критичари о Бранку Миљковићу, зборник радова (прир. Сава Пенчић), Ниш 1973;
3. Бранко Миљковић у сећању савременика, зборник (прир. Видосав Петровић), Ниш 1973;
4. Видосав Петровић, Песников узлет – Сећања на Бранка Миљковића, Ниш 1988;
5. Миодраг Петровић, Песнички свет Бранка Миљковића, Ниш 1991;Књиге критика о Миљковићу и његовом животу.
6. Поезија и поетика Бранка Миљковића, зборник радова (уред. Новица Петковић), Београд 1996;
7. Бранко Миљковић и савремена српска поезија, зборник радова (уред. Радивоје Микић), Гаџин Хан/Београд, 1997;
8. Радивоје М. Петковић, Бранко Миљковић – школски дани, Ниш 1999;
9. Радивоје Микић, Орфејев двојник – о поезији и поетици Бранка Миљковића, Београд 2002;
10. Радован Поповић, Принц песника, животопис Бранка Миљковића, Ниш 2002;
11. Коста Димитријевић, Убијени песник, роман о Бранку Миљковићу, Београд 2002;
12. Коста Лозанић, Слике из живота Миљковића, (Роман о Бранку Миљковићу у 77 слика), Обреновац 2003;
13. Поезија Бранка Миљковића – нова тумачења, Зборник (прир. Радивоје Микић), Ниш 2003;
14. Гојко М. Тешић, Био-библиографија Бранка Миљковића и радова о њему (1951–1973), I–II, Књижевна историја (Београд), VII/ 25 и 26, (1974): 151–197, 343–396;
15. Тематски број часописа „Градина“ посвећен Бранку Миљковићу и Награди Бранко Миљковић, Градина, Ниш, Нова серија број 4/2004, 2004.
16. Драгица С. Ивановић, Освешћени заборав: иманентна поетика Бранка Миљковића, Народна библиотека "Стефан Првовенчани", Краљево, 2010;
17. Недељко Богдановић, Реч и песма ("Утва златокрила“ Бранка Миљковића), 2011;
18. Марија Јефтимијевић Михајловић, Миљковић између поезије и мита, Институт за српску културу Приштина/Лепосавић, Лепосавић, 2012;
19. Љубисав Станојевић (1927—2005): Поезија и поетика Бранка Миљковића - орфејски исказ и поетска сублимација неизрецивог (докторска дисертација, рукопис, 1973)
20. Бранко Миљковић, преписка, документи, посвете, приредио Јован Младеновић, Ниш, 2012;[17]